# Saint Everard (manzana)
Saint Everard es una variedad cultivar de manzano (Malus domestica).
Criado por C. Terry, jardinero en Papworth Everard cerca de Cambridge. Introducido en 1910 por Veitch. Primero registrado en 1900. Recibió el Premio al Mérito en 1900 y un Certificado de Primera Clase en 1909 de la Royal Horticultural Society. Las frutas tienen pulpa crujiente y amarilla con un rico sabor aromático.

## Historia
'Saint Everard' es una variedad de manzana, obtención por el cruce de Cox's Orange Pippin x Margil desarrollada a finales de 1800 y criada por C. Terry, jardinero jefe de "Papworth Everard", cerca de Cambridge, Inglaterra (Reino Unido). Primero registrado en 1900. Recibió el Premio al Mérito en 1900 y un Certificado de Primera Clase en 1909 de la Royal Horticultural Society.
'Saint Everard' se cultiva en la National Fruit Collection con el número de accesión: 1921-024 y Accession name: Saint Everard.

## Características

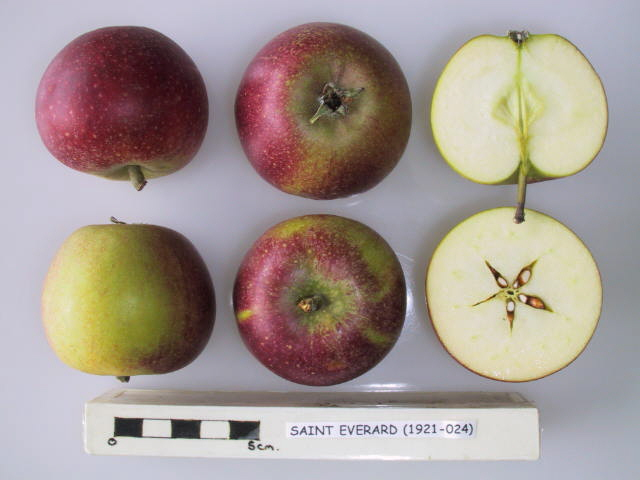
La manzana 'Saint Everard' seccionada.

'Saint Everard' tiene un tiempo de floración que comienza a partir del 4 de mayo con el 10% de floración, para el 9 de mayo tiene una floración completa (80%), y para el 18 de mayo tiene un 90% de caída de pétalos.
'Saint Everard' tiene una talla de fruto mediano; forma plano globosa, con una altura de 45.00mm y una anchura de 57.00mm; con nervaduras ausentes; epidermis es lisa y resistente, con color de fondo verde amarillo, con sobre color rojo en una cantidad alto-muy alto, con sobre color patrón rayado, con lenticelas de colores claros, y "russeting" (pardeamiento áspero superficial que presentan algunas variedades) bajo;ojo grande y abierto con pétalos largos y puntiagudos, colocados en una cuenca muy poco profunda; pedúnculo largo, moderadamente delgado y colocado en una cavidad media profunda y estrecha; textura de la pulpa crujiente y color de la pulpa amarillenta; de grano grueso, algo firme; los frutos tienen una carne amarillenta, crujiente. Jugoso y dulce con un toque de acidez. Rico y aromático.
Su tiempo de recogida de cosecha se inicia a principios de septiembre. Se usa como fruta de mesa en fresco. Aguanta un mes en cámara frigorífica.

## Ploidismo
Diploide. Auto estéril, es necesario un polinizador compatible. Grupo de polinización C, Día 9